# Monete euro francesi
     Zona euro
     UE appartenenti agli AEC II
     UE appartenenti agli AEC II con deroga
     UE non appartenenti agli AEC II
     Non UE che usano bilateralmente l'euro
     Non UE che usano unilateralmente l'euro
Le monete euro francesi presentano tre disegni diversi per gli otto tagli di monete:
- il disegno per i tagli da 1, 2 e 5 centesimi è stato realizzato da Fabienne Courtiade e rappresenta il ritratto della Marianna, personificazione nazionale e simbolo della Repubblica francese;
- il disegno per i tagli da 10, 20 e 50 centesimi è stato creato da Laurent Jorio e raffigura la Seminatrice (in francese la Semeuse), immagine che ha caratterizzato le monete francesi fin dal 1870;
- il disegno per i tagli più elevati (1 e 2 euro), realizzato da Joaquim Jimenez, rappresenta la cappella racchiusa

in un esagono, che simboleggia i confini della Francia; tutt'intorno campeggia il motto Liberté, Égalité, Fraternité (Libertà, Uguaglianza, Fraternità).
Tutti i tagli hanno le 12 stelle della bandiera dell'Unione europea, l'anno di conio e le lettere "RF" che stanno per République Française (Repubblica francese).
Sono anche presenti il simbolo della zecca di Parigi (cornucopia) e i simboli dei direttori:
- 1999-2000: un'ape per Pierre Rodier
- 2001-2002: un ferro di cavallo per Gérard Boquoy
- 2003: un cuore per Serge Levet
- 2004-2010: un corno per Hubert Larivière
- 2011-oggi: un pentagono per Yves Sampo

## Faccia nazionale

### Prima serie (1999-2021)
In Francia le monete in euro sono state introdotte nel 2002. Tuttavia la prima serie di monete fu coniata a partire dal 1999 e quindi le prime monete in euro della Francia recano gli anni 1999, 2000 e 2001 invece del 2002. 
| € 0,01                                                                                         | € 0,02                                                                                         | € 0,05                                                                                                 |
| ---------------------------------------------------------------------------------------------- | ---------------------------------------------------------------------------------------------- | --- |
|                                                                                                |                                                                                                | |
| Il volto della Marianne                                                                        |                                                                                                | |
| € 0,10                                                                                         | € 0,20                                                                                         | € 0,50                                                                                                 |
|                                                                                                |                                                                                                | |
| La Seminatrice                                                                                 |                                                                                                | |
| € 1,00                                                                                         | € 2,00                                                                                         | Bordo 2 euro                                                                                           |
|                                                                                                |                                                                                                | |
| L'albero della vita racchiuso in un esagono, con intorno il motto Liberté, Égalité, Fraternité | L'albero della vita racchiuso in un esagono, con intorno il motto Liberté, Égalité, Fraternité | La sequenza "2**" ripetuta sei volte e alternativamente capovolta, dove "*" è sostituito da una stella |

### Seconda serie (dal 2022)
A partire dal 1º gennaio 2022 la Francia ha modificato il soggetto rappresentato sulle monete da 1 e 2 euro. Il nuovo disegno, pur rimanendo in linea con il simbolismo esistente dell’albero della vita, presenta una combinazione delle due specie che compongono l’emblema della Repubblica: la quercia, immagine di forza e di solidità, e l’olivo, simbolo della pace. Le facce nazionali francesi degli altri tagli sono state mantenute, in prima battuta, uguali alle precedenti..
A partire dal 6 marzo 2024, sono stati resi pubblici i nuovi soggetti rappresentati sulle monete da 10, 20 e 50 centesimi che verranno coniati, con tale nuovo design, proprio a partire da tale anno: pur mantenendo la storica rappresentazione della Seminatrice e l'immagine della bandiera francese sullo sfondo, a queste monete verrà aggiunta al centro l'immagine di tre donne, rispettivamente: Simone Veil per la moneta da 10 centesimi, Joséphine Baker per la moneta da 20 centesimi e Marie Curie per la moneta da 50 centesimi.
È anche prevista una modifica per le monete da 1, 2 e 5 centesimi la cui immagine non è stata ancora confermata e sarà, in ogni caso, posteriore all'anno 2024.
| € 0,10                                                                                             | € 0,20                                                                                             | € 0,50                                                                                                 |
| -------------------------------------------------------------------------------------------------- | -------------------------------------------------------------------------------------------------- | --- |
| | | |
| Profilo di Simone Veil su sfondo de La Seminatrice                                                 | Profilo di Joséphine Baker su sfondo de La Seminatrice                                             | Profilo di Marie Curie su sfondo de La Seminatrice                                                     |
| € 1,00                                                                                             | € 2,00                                                                                             | Bordo 2 euro                                                                                           |
| | | |
| L'albero della vita racchiuso in un esagono, con all'interno il motto Liberté, Égalité, Fraternité | L'albero della vita racchiuso in un esagono, con all'interno il motto Liberté, Égalité, Fraternité | La sequenza "2**" ripetuta sei volte e alternativamente capovolta, dove "*" è sostituito da una stella |

## Quantità monete coniate
| | Divisionali FDC | Divisionali FS | Divisionali FDC Commemorative | € 0,01      | € 0,02      | € 0,05      | € 0,10      | € 0,20      | € 0,50      | € 1,00      | € 2,00      |
| Circolanti | Circolanti      | Circolanti     | Circolanti                    | Circolanti  | Circolanti  | Circolanti  | Circolanti  |             |             |             |             |
| --- | --------------- | -------------- | ----------------------------- | ----------- | ----------- | ----------- | ----------- | ----------- | ----------- | ----------- | ----------- |
| 1999 | 35.000          | 15.000         | 0                             | 794.016.000 | 702.069.000 | 616.192.000 | 447.249.600 | 454.291.200 | 105.753.600 | 301.050.000 | 56.695.000  |
| 2000 | 35.000          | 15.000         | 0                             | 605.232.000 | 510.120.000 | 280.064.000 | 297.432.000 | 148.953.600 | 179.496.000 | 297.270.000 | 171.120.000 |
| 2001 | 35.000          | 15.000         | 0                             | 300.646.580 | 249.066.580 | 217.289.477 | 144.478.261 | 256.307.108 | 276.252.274 | 150.216.624 | 237.915.793 |
| 2002 | 145.563         | 21.453         | 19.727                        | 110.000 (*) | 9.000 (*)   | 186.300.000 | 206.600.000 | 192.000.000 | 226.400.000 | 129.300.000 | 153.600.000 |
| 2003 | 109.407         | 15.200         | 29.721                        | 160.000.000 | 160.000.000 | 101.000.000 | 180.700.000 | *           | *           | *           | *           |
| 2004 | 120.000         | 11.033         | 9.103                         | 400.000.000 | 300.000.000 | 60.200.000  | 1.500.000   | *           | *           | *           | *           |
| 2005 | 69.999          | 8.519          | 5.152                         | 240.200.000 | 260.200.000 | 20.200.000  | 45.000.000  | *           | *           | *           | *           |
| 2006 | 50.270          | 9.811          | 9.820                         | 343.000.000 | 283.200.000 | 132.000.000 | 60.200.000  | *           | *           | *           | *           |
| 2007 | 49.976          | 7.500          | 9.575                         | 320.100.000 | 213.200.000 | 130.000.000 | 90.100.000  | 40.200.000  | *           | *           | *           |
| 2008 | 50.000          | 7.500          | 5.874                         | 460.700.000 | 386.500.000 | 218.200.000 | 178.700.000 | 25.500.000  | *           | *           | *           |
| 2009 | 47.323          | 7.500          | 2.000                         | 437.320.000 | 343.120.000 | 184.710.000 | 142.710.000 | 82.660.000  | *           | *           | *           |
| 2010 | 44.814          | 9.000          | 5.612                         | 336.000.000 | 277.000.000 | 184.000.000 | 76.000.000  | 108.000.000 | *           | *           | *           |
| 2011 | 35.657          | 9.000          | 2.500                         | 320.118.000 | 250.128.000 | 144.900.000 | 99.878.000  | 54.936.000  | *           | *           | 36.024.000  |
| 2012 | 28.465          | 7.804          | 2.497                         | 358.566.000 | 277.668.000 | 139.104.000 | 77.357.000  | *           | *           | *           | 36.936.000  |
| 2013 | 25.000          | 6.346 315      | 3.500                         | 282.960.000 | 220.664.000 | 147.168.000 | 139.780.000 | 27.048.000  | *           | *           | 17.302.500  |
| 2014 | 25.000          | 5.338          | 3.241                         | 365.046.000 | 209.952.000 | 130.032.000 | 35.006.400  | 45.024.000  | *           | *           | 8.892.000   |
| 2015 | 25.000          | 7.500          | 3.000                         | 287.000.000 | 199.000.000 | 97.000.000  | 70.000.000  | 27.000.000  | *           | *           | 13.000.000  |
| 2016 | 25.000          | 7.500          | 3.500                         | 293.800.000 | 192.500.000 | 142.000.000 | 115.900.000 | *           | *           | *           | 15.912.000  |
| 2017 | 25.000          | 7.500          | 3.500                         | 270.000.000 | 200.000.000 | 130.000.000 | 90.000.000  | 13.000.000  | *           | *           | 30.012.000  |
| 2018 | 25.000          | 7.500          | 3.000                         | 207.000.000 | 142.600.000 | 75.600.000  | 99.300.000  | 79.800.000  | 26.900.000  | *           | 49.480.000  |
| 2019 | 15.000          | 7.500          | 2.500                         | 176.762.000 | 161.280.000 | 105.930.000 | 77.011.200  | 60.825.600  | 17.760.000  | *           | 36.450.000  |
| 2020 | 15.000          | 7.500          | 5.000                         | 144.000.000 | 101.304.000 | 89.694.000  | 83.261.000  | 42.768.000  | 22.200.000  | *           | 45.900.000  |
| 2021 | 15.000          | 7.500          | 4.000                         | 214.200.000 | 133.900.000 | 54.000.000  | 80.300.000  | 68.200.000  | 18.300.000  | *           | 31.700.000  |
| 2022 | 25.000          | 10.000 2.022   | 4.500                         | 160.100.000 | 134.946.000 | 82.071.000  | 40.420.800  | 40.233.600  | 35.520.000  | *           | 20.898.000  |
| 2023 | 25.000          | 7.500          | 2.000                         | *           | *           | *           | *           | *           | *           | *           | *           |
| 2024 | 15.000          | 5.000 2.024    | 4.500                         | *           | *           | *           | *           | *           | *           | *           | *           |
| 2025 | 15.000          | 5.000          | 0                             | *           | *           | *           | *           | *           | *           | *           | *           |
| (*) Monete da 1 cent e 2 cent 2002 sono state erroneamente inserite negli starter kits / = non emessa, ? = finora sconosciuto, * = emessa solo nelle divisionali ufficiali |                 |                |                               |             |             |             |             |             |             |             |             |

## 2 euro commemorativi
| Immagine | Anno | Tema | Tiratura   | Emissione         | Incisore                                                           |
| -------- | ---- | --- | ---------- | ----------------- | ------------------------------------------------------------------ |
|          | 2007 | 50º anniversario della firma dei Trattati di Roma (emissione comune)                                       | 9.406.875  | 25 marzo 2007     | Luc Luycx                                                          |
|          | 2008 | Presidenza francese del Consiglio europeo                                                                  | 20.084.936 | 1º luglio 2008    | Philippe Starck                                                    |
|          | 2009 | 10º anniversario dell'UEM (emissione comune)                                                               | 10.074.085 | 26 gennaio 2009   | Georgios Stamatopoulos                                             |
|          | 2010 | 70º anniversario dell'appello di Charles de Gaulle                                                         | 20.025.317 | 18 giugno 2010    | Luc Luycx                                                          |
|          | 2011 | 30º anniversario della Festa della musica                                                                  | 10.014.404 | 21 giugno 2011    | Luc Luycx                                                          |
|          | 2012 | 10º anniversario della circolazione di banconote e monete in euro (emissione comune)                       | 10.010.994 | 5 gennaio 2012    | Helmut Andexlinger                                                 |
|          | 2012 | 100º anniversario della nascita dell' Abbé Pierre                                                          | 1.020.000  | 13 luglio 2012    | Yves Sampo                                                         |
|          | 2013 | 50º anniversario della firma del Trattato dell'Eliseo                                                      | 10.017.789 | 21 gennaio 2013   | Yves Sampo, Stefani Lindner, Alina Hoyer e Sneschana Russewa-Hoyer |
|          | 2013 | 150º anniversario della nascita di Pierre de Coubertin                                                     | 1.014.288  | 3 giugno 2013     | Yves Sampo                                                         |
|          | 2014 | 70º anniversario del D-Day                                                                                 | 3.019.675  | 6 giugno 2014     | Yves Sampo                                                         |
|          | 2014 | Giornata mondiale contro l'AIDS                                                                            | 3.020.000  | 24 novembre 2014  | Atelier de Gravure de la Monnaie de Paris                          |
|          | 2015 | 70º anniversario pace in Europa                                                                            | 4.020.500  | 30 gennaio 2015   | Joaquin Jimenez                                                    |
|          | 2015 | 225º anniversario della Fête de la Fédération                                                              | 4.020.000  | 23 luglio 2015    | Joaquin Jimenez                                                    |
|          | 2015 | 30º anniversario della Bandiera europea (emissione comune)                                                 | 4.020.000  | 16 novembre 2015  | Georgios Stamatopoulos                                             |
|          | 2016 | Campionato europeo di calcio 2016                                                                          | 10.020.500 | 8 febbraio 2016   | Miguel Viana                                                       |
|          | 2016 | 100º anniversario della nascita di François Mitterrand                                                     | 10.020.000 | 12 settembre 2016 | Joaquin Jimenez                                                    |
|          | 2017 | 100º anniversario della morte di Auguste Rodin                                                             | 10.020.000 | 21 febbraio 2017  | Joaquin Jimenez                                                    |
|          | 2017 | 25º anniversario del nastro rosa                                                                           | 10.020.500 | 25 settembre 2017 | Yves Sampo                                                         |
|          | 2018 | Fiordaliso di Francia                                                                                      | 15.020.000 | 21 febbraio 2018  | Joaquin Jimenez                                                    |
|          | 2018 | Simone Veil                                                                                                | 15.021.000 | 14 giugno 2018    | Joaquin Jimenez                                                    |
|          | 2019 | 60º anniversario di Asterix                                                                                | 310.000    | 7 giugno 2019     | Albert Uderzo                                                      |
|          | 2019 | 30º anniversario della caduta del Muro di Berlino                                                          | 15.020.000 | 10 ottobre 2019   | Joaquin Jimenez                                                    |
|          | 2020 | 50º anniversario della morte di Charles de Gaulle e 80º anniversario dell'Appello del 18 giugno            | 18.061.940 | 31 gennaio 2020   | Joaquin Jimenez                                                    |
|          | 2020 | Ricerca medica                                                                                             | 310.000    | 27 ottobre 2020   | Joaquin Jimenez                                                    |
|          | 2021 | 75º anniversario dell’UNICEF                                                                               | 7.500.000  | 16 marzo 2021     | Joaquin Jimenez                                                    |
|          | 2022 | 20º anniversario dell’entrata in circolazione dell’euro e 90º anniversario della nascita di Jacques Chirac | 9.000.000  | 25 gennaio 2022   | Joaquin Jimenez                                                    |
|          | 2022 | 35º anniversario dell'istituzione del Progetto Erasmus (emissione comune)                                  | 3.500.000  | 1º luglio 2022    | Joaquin Jimenez                                                    |
|          | 2023 | Coppa del Mondo di rugby - Francia 2023                                                                    | 15.000.000 | 4 luglio 2023     | Joaquin Jimenez                                                    |
|          | 2024 | La torcia olimpica ai Giochi di Parigi 2024                                                                | 24.034.000 | 4 giugno 2024     | Joaquin Jimenez                                                    |
|          | 2025 | Museo del Louvre                                                                                           | 315.000    | 18 marzo 2025     | Joaquin Jimenez                                                    |

### Serie

#### Parigi 2024
Nel 2021 la Francia ha dato il via a una serie di monete commemorative da 2 euro dedicata alle Olimpiadi di Parigi 2024, ospitate, appunto, nella capitale francese. Questa serie prevede l'emissione di un totale di 4 monete in coincard dedicate.
Le monete già emesse sono:
| Immagine | Anno | Tema                                                         | Tiratura | Emissione         | Incisore        |
| -------- | ---- | ------------------------------------------------------------ | -------- | ----------------- | --------------- |
| 2021     |      | 1ª moneta della serie dedicata alle Olimpiadi di Parigi 2024 | 510.000  | 21 settembre 2021 | Joaquin Jimenez |
| 2022     |      | 2ª moneta della serie dedicata alle Olimpiadi di Parigi 2024 | 300.000  | 6 settembre 2022  | Joaquin Jimenez |
| 2023     |      | 3ª moneta della serie dedicata alle Olimpiadi di Parigi 2024 | 250.000  | 10 gennaio 2023   | Joaquin Jimenez |
| 2024     |      | 4ª moneta della serie dedicata alle Olimpiadi di Parigi 2024 | 510.000  | 9 gennaio 2024    | Joaquin Jimenez |